# Turbaco
Turbaco  es un municipio colombiano en el Departamento de Bolívar. Está ubicado al lado sur de Cartagena y debido al desarrollo urbanístico entre ellos y su comunicación por la doble calzada de la Troncal de Occidente, se encuentra casi conurbados. En este municipio se encuentra la Sede de la Gobernación Departamental.

## Toponimia
Turbaco fue como llamaron los conquistadores al caserío que encontraron tierra adentro de Calamarí, lugar este, posterior asiento de Cartagena. Son muchas las aclaraciones sobre el nombre original del pueblo, del cual se deriva su nombre del apelativo de su cacique, quien fue conocido como el Cacique Yurbaco.

## Historia
Fundado por el asentamiento de los indios Yurbacos el 8 de diciembre de 1510. 

En 1509 el conquistador Alonso de Ojeda decidió desembarcar en la bahía de Calamar, desoyendo los consejos de Juan de la Cosa que recomendaba que no se perturbara a los indios de la zona donde estaban, ya que eran indígenas que usaban flechas envenenadas y que era más conveniente fundar un poblado a orillas del golfo de Urabá, donde vivían indios menos belicosos, y de los cuales ya De la Cosa tenía conocimiento hacía cinco años atrás. Hubo un choque entre españoles e indígenas en dicha bahía. Orgulloso de la victoria española, De Ojeda decidió adentrarse en la selva, donde huyeron algunos indígenas hasta el poblado de Turbaco. Al llegar al poblado, De Ojeda, De la Cosa y los demás hombres fueron sorprendidos por los indígenas, que dispararon flechas envenenadas, causando la muerte a De la Cosa y la mayoría de los hombres, y sólo De Ojeda sobrevivió con un hombre. Algunas referencias indican que De la Cosa sacrificó su vida con la intención de poner a salvo la vida de Ojeda.
Al llegar de Ojeda a la bahía se encontró con la expedición de Diego de Nicuesa, quienes al enterarse del hecho ocurrido en Turbaco, olvidaron sus diferencias y los hombres de ambas expediciones vengaron la muerte de De la Cosa y sus hombres, destruyendo el poblado y asesinando a todos sus habitantes. 
Turbaco, asiento inmemorial de la tribu Yurbaco, es un pueblo que trasciende su comarca en las goteras de Cartagena, a 200 metros sobre el nivel del mar y ocupa una posición privilegiada en un hermoso altozano de colinas que bordean a corto trecho la línea de la costa. El clima agradable que le da la altura es favorecido por la frondosa vegetación de los alrededores, cuya temperatura promedia los 27 grados centígrados. Este saludable ambiente llevó a Turbaco a grandes personajes de la historia como: Simón Bolívar, El Virrey Caballero y Góngora Humboldt y al dictador mexicano López de Santa Ana, entre otros personajes.

## División Político-Administrativa

### Comunas
La cabecera municipal se encuentra dividido en 6 comunas (en la que se encuentra ciertos barrios):
- Comuna 1.
- Comuna 2.
- Comuna 3.
- Comuna 4.
- Comuna 5.
- Comuna 6.

### Corregimientos
Turbaco tiene constituidos el siguientes corregimiento:
| Corregimiento | Centros Poblados                   | Veredas       |
| Cañaveral     | - Cañaveral - San José de Chiquito | Aguas Prietas |

## Geografía
Descripción física: La posición geográfica de Turbaco lo sitúa a los 10 grados, 19 minutos y 30 segundos de latitud norte; y a 1 grado, 17 minutos y 29 segundos de longitud oeste del meridiano de Bogotá. El suelo de Turbaco es fértil en el 80%, Seco, de roca caliza con restos de corales petrificados, muy permeable a las aguas lluvias. Abunda la piedra de naturaleza calcária.
Turbaco tiene 201 hectáreas - 1.1% - es de relieve ondulado, ligeramente ácido, con moderado drenaje y propenso a la humedad, 6135 hectáreas -32.6% - algo plano o ligeramente ondulado de fácil erosión, drenaje y fertilidad moderada, 666 hectáreas - 3.5% - sufre encharcamiento por las aguas fluviales. No favorece el desarrollo normal de las raíces, 2075 hectáreas - 11%- ondulado, ligeramente ondulado tierra de erosión y 320 hectáreas - 1.7% - tierras planas de fácil anegamiento en el invierno. Algunas presentan problemas de sanidad. Por último 20 hectáreas que se encuentran ocupadas por ciénegas.
Límites del municipio: Turbaco limita al norte con los municipios de: Santa Rosa y Villanueva (Alipaya y Timiriguaco, sus nombres indígenas); Al este con San Estanislao de Kostka, Arenal; Al Sur con Arjona y Turbana y al Occidente con Turbana y Cartagena; Siguiendo con esta última el curso del arroyo de ahoga sapos, canalizado para la construcción de la Urbanización 11 de noviembre. 
Extensión total:170 km²
Extensión área urbana:5.34 km²
Extensión área rural:5.069 km²
Altitud de la cabecera municipal (metros sobre el nivel del mar): 200 Metros
Temperatura media: 27 °C
Distancia de referencia:10 km de Cartagena de Indias.
Además según la ORDENANZA n.º 04 DE 1970 los límites son:
"Partiendo del encuentro del arroyo Grande o Aguas Vivas con el camino que de Turbaná conduce a Arjona, lugar de concurso de los municipios de 
Turbaco, Arjona y Turbaná; se sigue por el camino mencionado en dirección general Noroeste (NO) hasta encontrar el arroyo Ron Viejo, de aquí en línea 
recta y en dirección Noroeste (NO) hasta la loma de Paredes, de aquí en línea recta y dirección Norte (N) hasta la confluencia de los arroyos Paredes y 
Frío, por el arroyo Paredes aguas arriba hasta la desembocadura del arroyo Carabalí; por este aguas arriba hasta su nacimiento (coordenadas planas: X
=1.630.970; Y =851.620) tomando como tal su brazo más Sur (S); de aquí en sentido Oeste (O) hasta encontrar el cruce del camino y la carretera que van 
para Turbaco, siguiendo por la carretera mencionada en dirección general Norte (N) por su costado oriental (O) para seguir por el lindero de las 
haciendas Honduras y Hoyanca, hasta encontrar el mojón denominado La Hoyanca (coordenadas planas: X =1.632.280; Y = 850.470), lugar de concurso de los municipios de Cartagena, Turbaco y Turbaná".

## Gastronomía
En la gastronomía se destaca por sus "mesas de fritos", famosas por las tradicionales "arepas de huevo", Las "carimañolas" y la deliciosa "butifarra" turbaquera, también se ofrece el conocido "bistec", que consiste en carne frita con tomates y cebollas acompañada de tajadas de plátano verde.

## Cultura
La cultura del municipio de Turbaco es muy variada. En diciembre, el pueblo celebra los días festivos con fiestas. El lanzamiento de las fiestas se hace en la Plaza Principal donde se reúne el pueblo para un concierto en el que se anuncia a la reina y a las capitanas (infantil y juvenil). Por lo general, el jueves siguiente, a las cuatro de la madrugada, las tradicionales papayeras (bandas típicas) se toman las calles del municipio despertando a sus habitantes, dejando saber que han comenzado las fiestas. Al final todas se reúnen en la plaza, frente a la Iglesia de Santa Catalina hasta cuando sale el sol. Ese mismo día en horas de la tarde se realiza la tradicional cabalgata. Caballos y jinetes del municipio y de la región se reúnen en un desfile por las principales calles y avenidas de Turbaco. Durante la cabalgata las candidatas van en carrozas o coches saludando a la gente e invitando a gozar de estas fiestas con alegría y civismo.
Es así como el viernes de la última semana de diciembre, propios y visitantes se daban cita en lo que antiguamente se conocía como Corraleja para las animadas tardes taurinas, hasta el 1 de enero. Durante todos estos días se realizan fandangos en la Plaza desde las 9 de la noche.
Anteriormente las populares fiestas de toros eran realizadas en la plaza principal, lugar en el que concurrían el pueblo turbaquero a celebrar las festividades en honor a Santa Catalina de Alejandría, patrona de este importante municipio. Con el transcurrir del tiempo la celebración se trasladó a los sectores de lo que hoy se conoce como Urbanización La Cruz, donde transcurren dichas festividades taurinas.

### Biblioteca Pública Municipal de Turbaco
Es una institución cultural, cuya actividad fundamental es ofrecer servicios colectivos e individuales a la población turbaquera. Su misión está orientada hacia la estimulación de la participación comunitaria en el fomento de lectura, escritura y la expresión al desarrollo cultural, social, económico y tecnológico del municipio. Es una institución líder en el acceso a la información dentro del municipio, razón por la cual la comunidad en general puede acceder a sus diferentes servicios, tales como lo son el préstamo de libros, talleres de lectura, participación en eventos culturales para todas las franjas poblaciones, especialmente la más joven.
Durante el 2019 la Biblioteca fue beneficiada por el Programa Nacional de Estímulos del Ministerio de Cultura, en el que se desarrolló un proyecto denominado Club de arte, ciencia y tecnología: pequeños científicos, del que se resultó un libro digital titulado Guía didáctica para el aprendizaje de la ciencia y la tecnología para crear y fortalecer habilidades experimentales en niños y niñas de 7 a 12 años.

## Medio ambiente

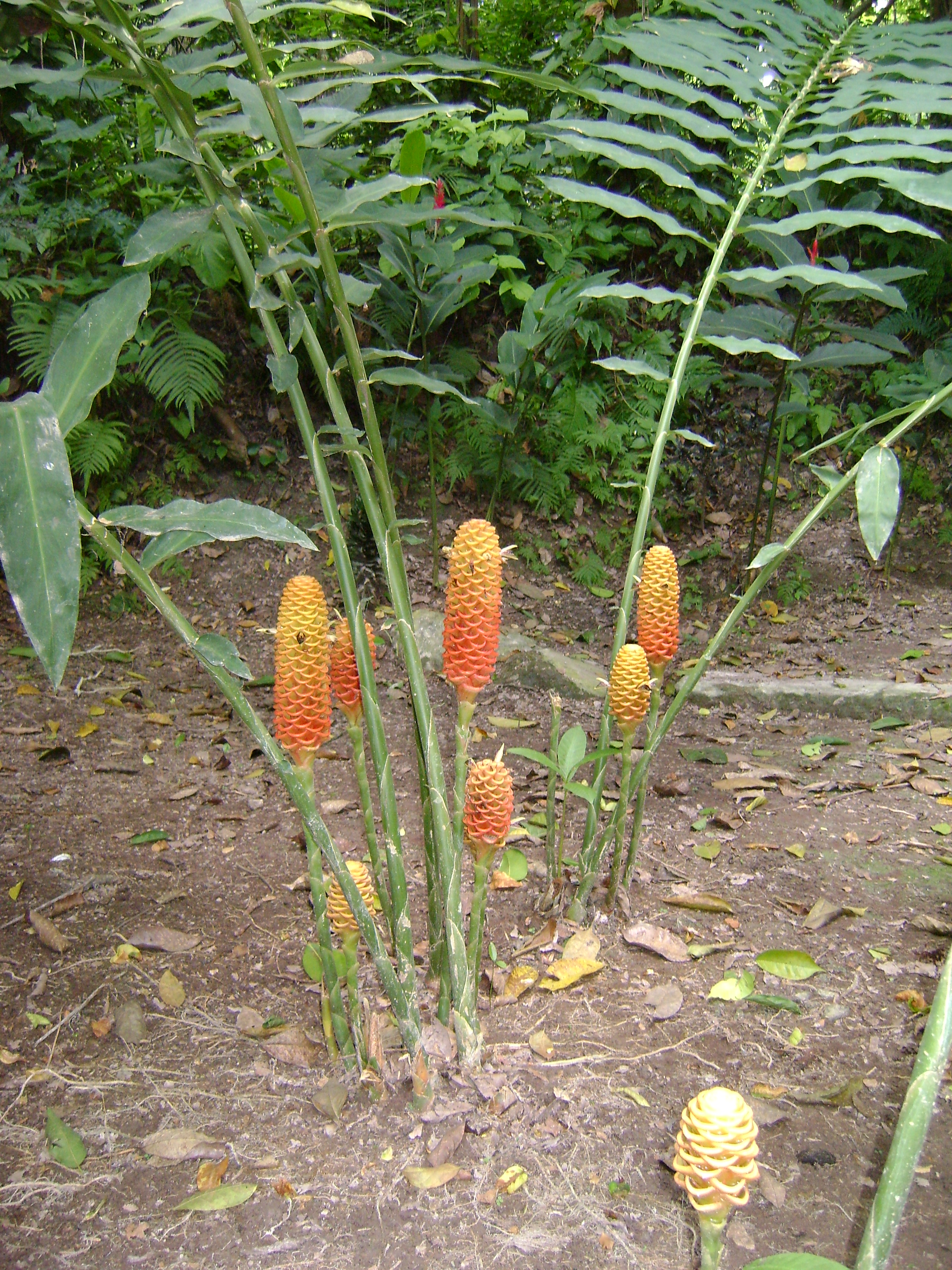

En el municipio se encuentra el Jardín Botánico "Guillermo Piñeres", un espacio de 9 hectáreas dedicado al estudio, conservación e investigación de la flora de la región.
También podemos encontrar el Hotel Campestre Villa Martha, un espacio de exuberante belleza natural, donde encontrarás animales de granja, espléndidas piscinas, zonas verdes y bohíos amoblados para el disfrute de los visitantes.

## Estructura organizacional municipal
| Turbaco      | Turbaco     | Turbaco                    |
| Departamento | Código DANE | Categoría municipal (2023) |
| ------------ | ----------- | -------------------------- |
| Bolívar      | 13836       | Tercera                    |

- Personería: Es un centro del Ministerio Público de Colombia que ejerce, vigila y hace control sobre la gestión de las alcaldías y entes descentralizados; velan por la promoción y protección de los derechos humanos; vigilan el debido proceso, la conservación del medio ambiente, el patrimonio público y la prestación eficiente de los servicios públicos, garantizando a la ciudadanía la defensa de sus derechos e intereses.

El actual Personero municipal es Iván Roca Álvarez (2024-2027).
- Concejo Municipal: Es la suprema autoridad política del municipio. En materia administrativa sus atribuciones son de carácter normativo. También le corresponde vigilar y hacer control político a la administración municipal. Se regulan por los reglamentos internos de la corporación en el marco de la Constitución Política Colombiana (artículo 313) y las leyes, en especial la Ley 136 de 1994 y la Ley 1551 de 2012.

Constituido por 15 concejales por un periodo de 4 años.
- Alcaldía Municipal: En esta se encuentra la administración municipal y las entidades descentralizadas del municipio.

El Alcalde se pronuncia mediante decretos y se desempeña como representante legal, judicial y extrajudicial del municipio. El actual Alcalde municipal es Claudia Espinosa Puello (2024-2027), elegido por voto popular.
- JAL.

## Servicios públicos
- Energía Eléctrica: Afinia, del grupo EPM, es la empresa prestadora del servicio de energía eléctrica.
- Gas Natural: Surtigas es la empresa distribuidora y comercializadora de gas natural en el municipio.